# 头穗莎草

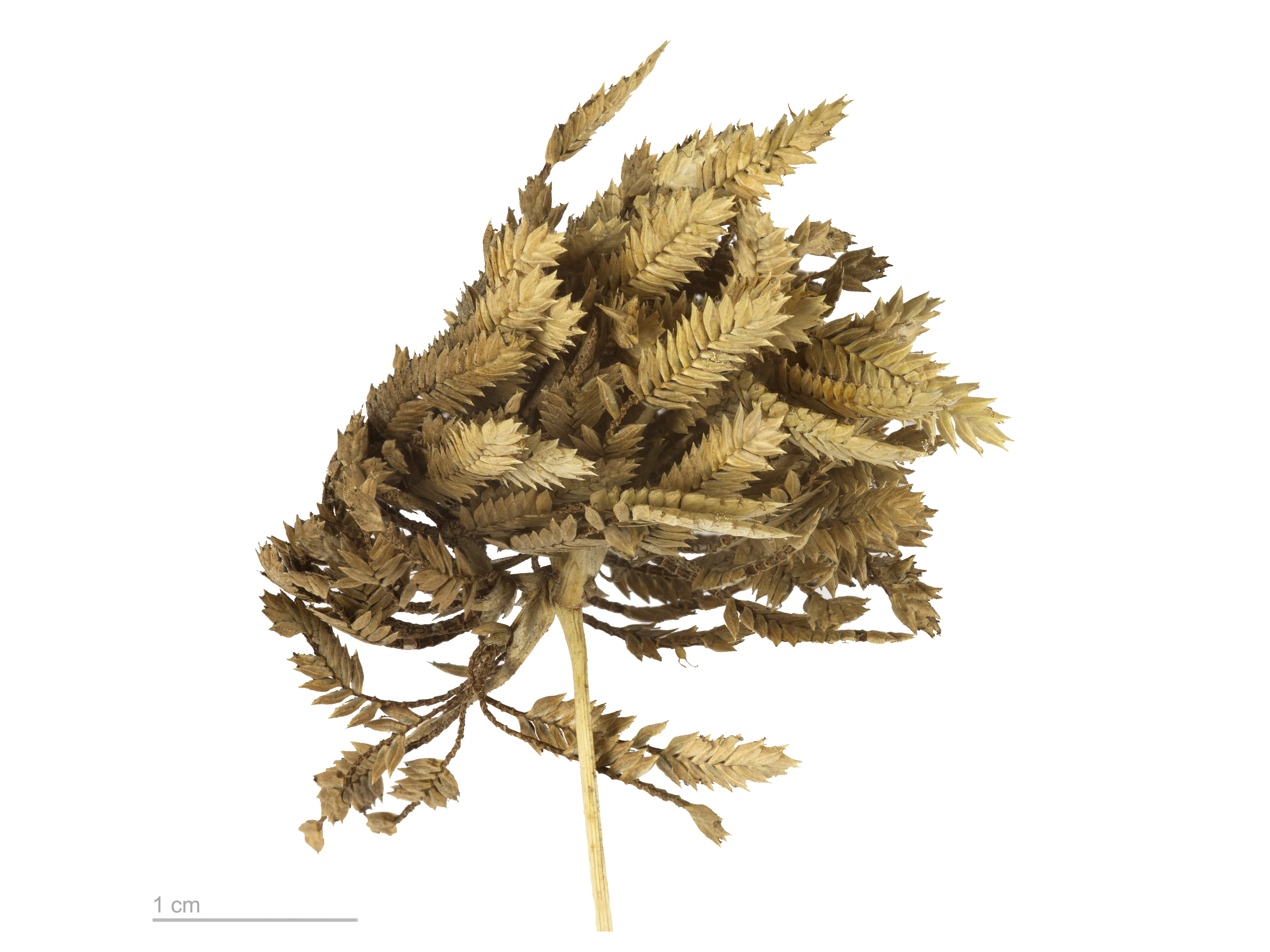
Cyperus eragrostis

头穗莎草（学名：Cyperus eragrostis）又名密穗莎草，为莎草科莎草属下的一个种。